# Axel Schweitzer
Axel Schweitzer (* 8. Juli 1969 in Berlin) ist ein deutscher Unternehmer. Schweitzer führt als Vorstandsvorsitzender zusammen mit seinem Bruder Eric Schweitzer die Alba Group. Sitz des Unternehmens ist Berlin. Seit 2006 ist er Vorsitzender des Aufsichtsrates der ALBA Berlin Basketball GmbH, seit 2008 Vorstandsvorsitzender der ALBA SE (vormals INTERSEROH SE). 2013 vollzog die ALBA SE einen Wechsel vom dualistischen in ein monistisches System; Schweitzer wurde zum Vorsitzenden des Verwaltungsrates gewählt. Seit Oktober 2013 ist er Mitglied des Sprecherteams Greater China des Asien-Pazifik-Ausschusses der Deutschen Wirtschaft (APA). Seit November 2016 ist er zudem Vereinspräsident des ALBA BERLIN e.V.

## Leben
Axel Schweitzer studierte nach dem Abitur 1989 in Berlin bis 1993 Wirtschaftsingenieurwesen an der Technischen Universität in Berlin. 1995 promovierte er dort zum Dr.-Ing.
Schweitzer engagiert sich nach eigenen Angaben im sozialen Bereich, indem er den Verein KINDerLEBEN in Form einer jährlich stattfindenden Benefizgala unterstützt. Weiterhin ist er als Vorsitzender des Aufsichtsrats der ALBA Berlin Basketball GmbH zugunsten des Berliner Sports aktiv.

## Beruflicher Werdegang
Während seines Studiums war Axel Schweitzer in dem von seinem Vater Franz Josef Schweitzer gegründeten Recyclingunternehmen Alba als technischer Berater und Marketingspezialist tätig. Nach Abschluss seines Studiums arbeitete er von 1993 bis 1994 promotionsbegleitend in Locarno (Schweiz) bei der Thermoselect S.A. im Verkauf und als technischer Berater.
1995 wurde Schweitzer in den Alba-Vorstand (seit Januar 2011 Alba Group plc & Co. KG) berufen. Zusammen mit seinem Bruder Eric Schweitzer formte er, nach dem Tod des Vaters 1998 und Übernahme der Gesamtverantwortung im Unternehmen, aus der Alba Group eines der weltweit zehn größten Unternehmen im Bereich Umweltdienstleistungen und Rohstoffversorgung. Außerdem war er zwischen 2005 und 2008 Vorsitzender des Aufsichtsrates der Alba SE (vormals Interseroh AG bzw. Interseroh SE), bevor er dort 2008 die Position des Vorstandsvorsitzenden übernahm. 2013 wurde Schweitzer zum Vorsitzenden des Verwaltungsrates gewählt.
Im Januar 2018 wurde berichtet, dass Axel Schweitzer erster Deutscher als high-end foreign expert Chinas erstes Expertenvisum vom chinesischen Botschafter Mingde Shi erhalten hat. Die Arbeitserlaubnis ist für hochqualifizierte Wissenschaftler, technische Fachkräfte, Manager und Künstler reserviert.